# Rapallói egyezmény (1922)
A rapallói egyezményt (németül: Vertrag von Rapallo, oroszul: Рапалльский договор / Rapallszkij dagavór) 1922. április 16-án kötötték meg a Német Birodalom (a weimari köztársaság kormánya) és Szovjet-Oroszország (a későbbi Szovjetunió) képviselői, az olaszországi Genova közelében, Rapallo város tengerparti negyedében (a mai Santa Margherita Ligure fürdővárosban). A német–orosz szerződés a két állam közötti diplomáciai kapcsolatok újrafelvételét, a kereskedelmi–gazdasági kapcsolatok helyreállítását, és a háborús győztes nyugat-európai nagyhatalmak által rájuk kényszerített politikai karanténból való kitörést célozta.

## Előzmények
Az első világháború után a versailles-i békeszerződés Németországot megfosztotta  államterületének egy részétől és összes gyarmatától, emellett hadseregének leszerelésére és magas háborús kártérítés fizetésére kényszerítette. Szovjet-Oroszország az 1917-es bolsevik forradalom után az 1918-as breszt-litovszki békekötéssel lépett ki a háborúból, nagy területeket engedve át Németországnak – beleértve Lengyelországot, – melyek a német kapituláció után sem tértek vissza, hanem önálló állammá alakultak. A szovjet kormány elvesztette az Orosz Birodalom korábbi nyugati szövetségeseit. A polgárháborúban az antant-hatalmak a kormányellenes felkelőket támogatták, sikertelenül. Mind a weimari köztársaság, mind az új szovjet állam politikailag, gazdaságilag és katonailag is elszigetelt helyzetbe jutott.
A német kormány kezdetben tárgyalásos megoldást keresett a versailles-i béke revíziójára, és nyugat-lengyelországi területeinek részbeni visszaszerzésére. Kezdeményezéseinek kudarca nyomán 1920 januárjában Németország gazdasági blokád alá vette Lengyelországot, de a sikertelen blokád súlyos károkat okozott a német gazdaságnak. A német katonai és üzleti körökben erősödni kezdett az az elképzelés, hogy Németország Szovjet-Oroszországgal szövetségben oldja meg a „lengyel kérdést”. Hans von Seeckt vezérezredes, a német haderő (Reichswehr) főparancsnoka már 1921-ben közös német–szovjet katonai inváziót javasolt Lengyelország ellen. A hivatalos kormánypolitika elhatárolódott az ilyen radikális tervektől, de a Szovjet-Oroszországhoz való közeledést egyre többen látták szükségesnek.
A szovjet kormány, a némethez hasonlóan a lengyel területek visszaszerzésében reménykedett, de ehhez hiányoztak az eszközei. Határviták nyomán 1919 elején kitört a lengyel–szovjet háború, ahol a kezdeti szovjet sikereket eredményes lengyel ellentámadás követte. Az 1921-es rigai békekötés szovjet területnyereség nélkül zárta a háborút, amely ráadásul tovább rontotta Szovjet-Oroszország viszonyát korábbi szövetségeseivel, Nagy-Britanniával és Franciaországgal szemben. Az elszigetelődés miatt a szovjet ipar anyaghiánnyal küszködött, a helyzetből a Németország felé történő nyitás kiutat jelenthetett. 1921 márciusában a Oroszországi Kommunista (bolsevik) Párt 10. kongresszusán határozatot hoztak a nyugat-európai kereskedelmi lehetőségek kereséséről.
1921 májusában a német és szovjet kormány előkészítő megállapodást írt alá, ebben Németország elismerte a regnáló szovjet kormányt Oroszország törvényes kormányaként, és kötelezte magát, hogy megszakítja a kapcsolatot minden más, hatalmat vindikáló politikai csoporttal. Megnyílt az út a további együttműködés előtt.

## Az 1922-es genovai gazdasági és pénzügyi konferencia

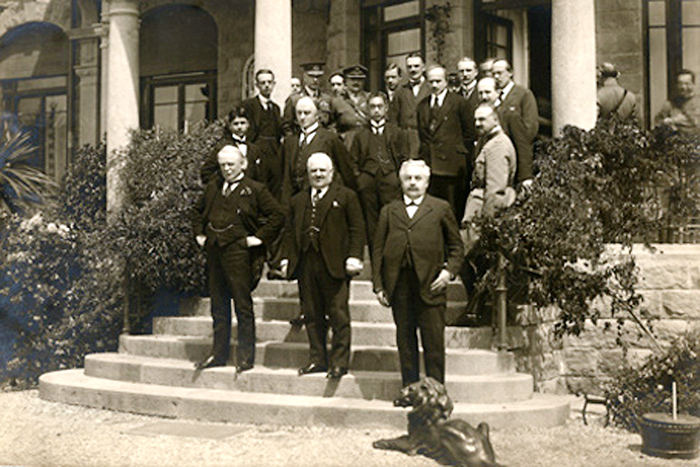
A genovai konferencia résztvevői (az első sorban balról az első David Lloyd George brit miniszterelnök)

Az antant Legfelső Tanácsa 1922. január 6-ai, Cannes-ban tartott ülésén Nagy-Britannia egy nemzetközi tanácskozás összehívását javasolta, hivatalosan azzal a céllal, hogy a háborúban vesztes európai államok, így Németország, Szovjet-Oroszország, Ausztria, Magyarország és Bulgária bevonásával megoldást keressenek a háború után kialakult súlyos európai gazdasági és pénzügyi helyzetből, akár a háborús jóvátételek enyhítése útján. Az Európai Gazdasági és Pénzügyi Konferenciát 1922. április 10. és május 19. között tartották Genovában; ezen az USA kivételével részt vett az első világháború valamennyi hadviselő állama.
Kitűnt azonban, hogy a konferencia valódi célja – főleg Franciaország ösztönzésére – egyfelől az, hogy Németországot a 290 milliárd márka összegű jóvátétel gyorsabb visszafizetésére ösztönözzék, másfelől hogy a szovjet kormányt rászorítsák a cári kormány által (a háború előtt és alatt) felvett hitelek és támogatások visszafizetésére, valamint a bolsevik kormány által államosított nyugat-európai tulajdon visszaszolgáltatására. A nyugatiak 18 milliárd aranyrubelre rúgó követelését a szovjet küldöttség visszautasította, és 30 milliárd aranyrubel értékű viszontkövetelést terjesztett elő a brit–francia katonai intervenció és a gazdasági blokád által okozott károk megtérítésére. A helyzetet súlyosbította a franciaországi kormányváltozás. A kompromisszumokra nyitottabb Aristide Briand miniszterelnököt már 1922. január 12-én, a cannes-i antant-tanácskozás ideje alatt megbuktatták. Az utódja, Raymond Poincaré erőszakos nagyhatalmi koncepciót képviselt, minden engedménytől elzárkózott. A genovai konferencia David Lloyd George brit miniszterelnök szívós diplomáciai munkája ellenére kudarcba fulladt.

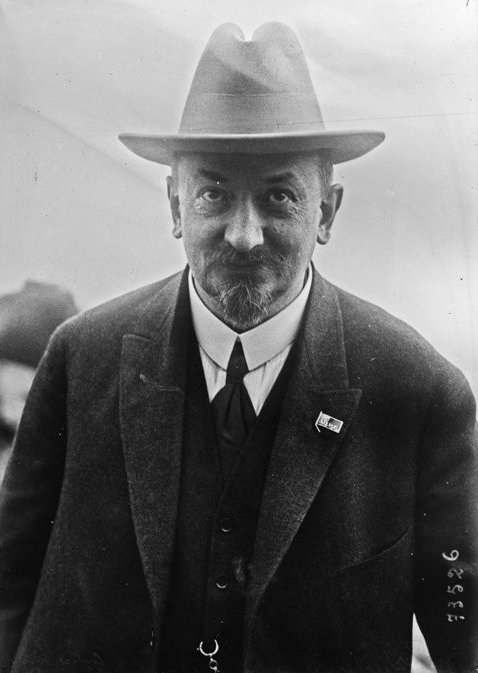
G. V. Csicserin külügyi népbiztos
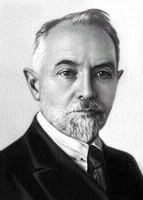
L. B. Kraszin londoni szovjet nagykövet
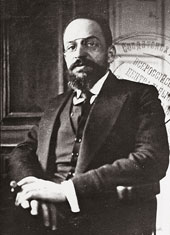
A. A. Joffe népbiztos, diplomata
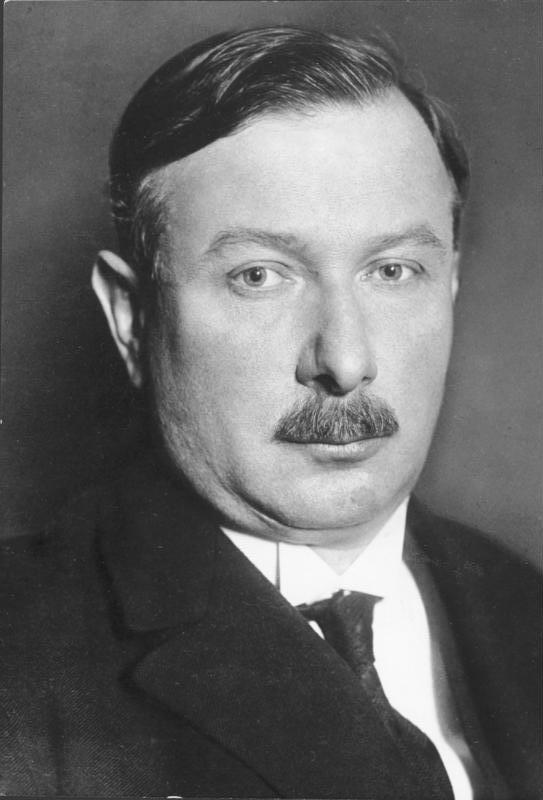
Joseph Wirth német kancellár
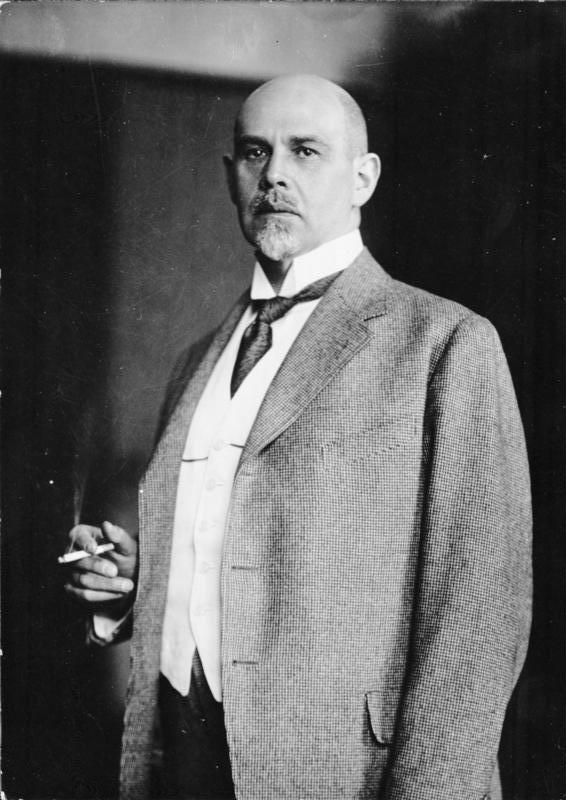
W. Rathenau német külügyminiszter

## A német–szovjet különmegállapodás

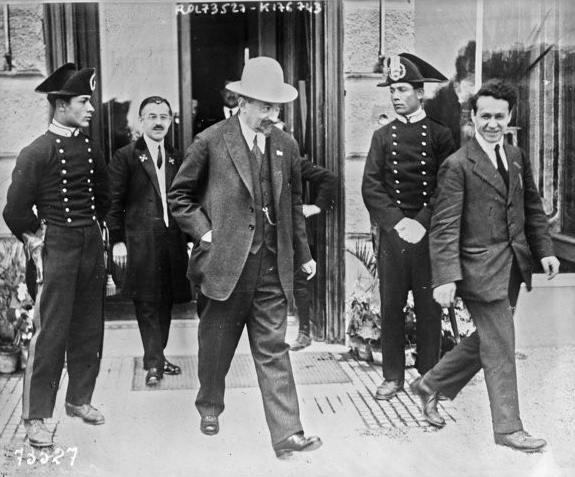
Csicserin távozóban a genovai Hotel Imperialból

A genovai konferencián a két, élesen különböző politikai rendszerű, de egyképpen politikai elszigetelődésbe szorított állam a nyugat-európai győztesek egységfrontjával állt szemben. 
A konferencia idején nem bocsátkoztak egymással nyilvános tárgyalásba. Rathenau külügyminiszter sikertelenül vitázott a britekkel és franciákkal, Csicserin is eredménytelenül tárgyalt a brit–francia követelésekről.
Csicserin egy váratlan kezdeményező lépést tett. 1922. április 15-én késő este telefonon azonnali tárgyalásra hívta a német delegációt. Még aznap éjszaka a küldöttségek szállásán, a Hotel Imperiale épületében lezajlott a „pizsamás konferencia”, ahol tisztázták az álláspontokat. Másnap, április 16-án ugyanott már alá is írták a hat pontból álló német–szovjet egyezményt.

## Az egyezmény tartalma

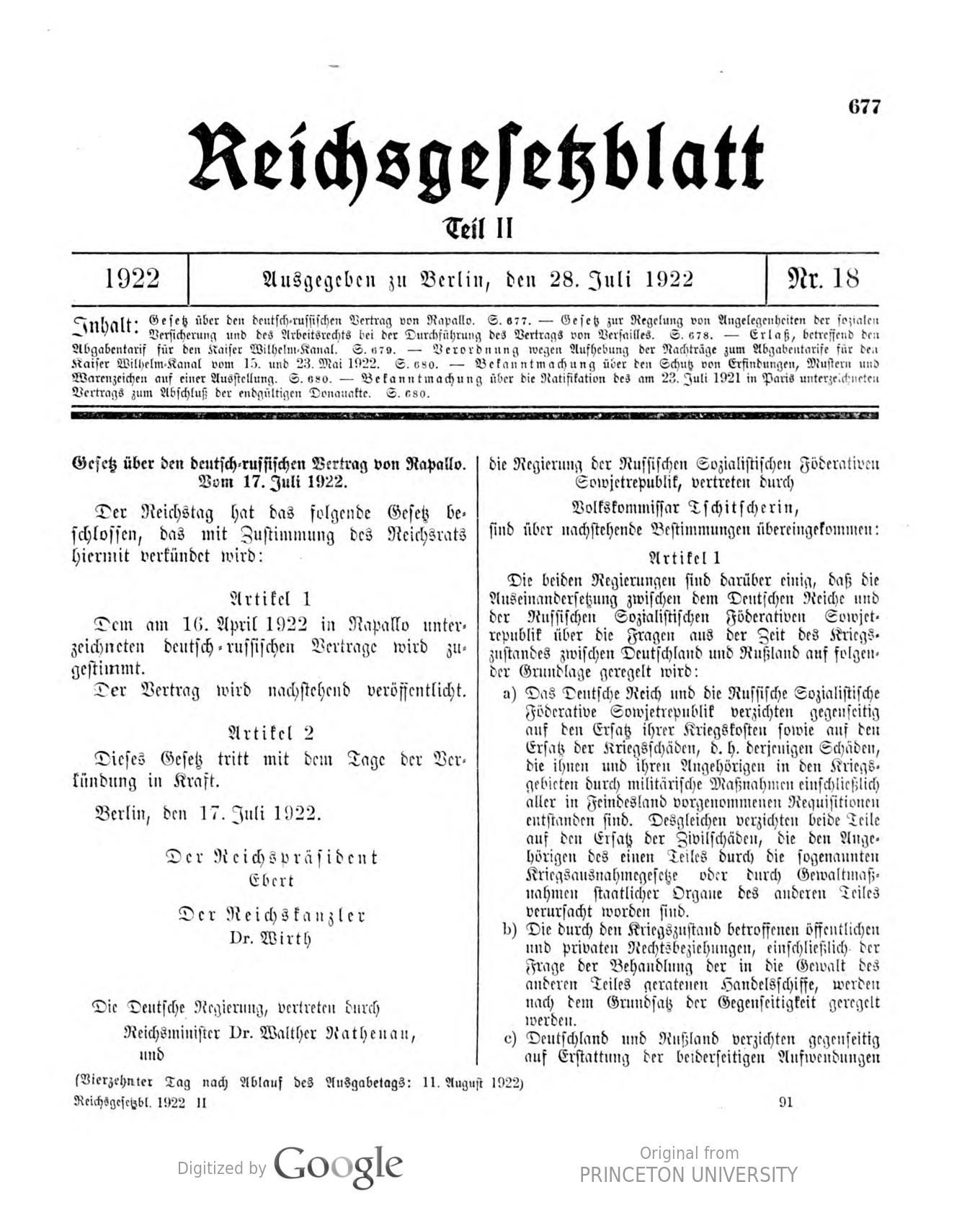
A szerződés a Reichsgesetzblatt (Birodalmi Közlöny) 1922. július 28-ai számában

A megkötött egyezmény lényege, hogy a Német Birodalom és Szovjet-Oroszország ismét felveszik egymással a háború és az 1917. októberi orosz forradalom miatt megszakadt kétoldalú diplomáciai kapcsolatot, és a legnagyobb kedvezmény elvének alkalmazásával helyreállítják a kölcsönös gazdasági, kereskedelmi és pénzügyi kapcsolatokat. A kereskedelmi kapcsolatok helyreállítása mindkét fél számára elsődleges fontossággal bírt, hiszen Németország termékeit a nyugat-európai háborús szövetséges államok továbbra is bojkott alatt tartották, az államosított szovjet ipar és mezőgazdaság pedig keservesen nélkülözte a fejlett nyugat-európai – főleg gépipari – technológiai importot. Ezen túlmenően mindkét állam kinyilvánította, hogy kölcsönösen lemondanak az egymással szemben támasztott mindenfajta háborús kártérítésről és jóvátételről. A Német Birodalom emellett lemondott a volt Orosz Birodalom területén államosított egykori német tulajdonokért támasztott kártalanítási igényéről is.
A szerződés keretében konkrét kereskedelmi megállapodásokat is kötöttek. Németország vállalta nehézipari berendezések szállítását Szovjet-Oroszországba, melyek révén a szovjet kormány más nyugat-európai államok támogatása nélkül képessé vált a Baku környéki olajmezőkön a kőolajtermelés folytatására. Németország kötelezte magát, hogy tárolókat, elosztókat és üzemanyagtöltő állomásokat létesít a szovjet finomított kőolajtermékek eladásához, hasznosításához. Németország a szándéka szerint ezzel a megállapodással növelhette a saját részesedését az európai olajpiacon, és csökkenthette a piacokat uraló brit és amerikai olajkartellektől való függését.

## Az egyezmény katonai vonatkozásai
A rapallói szerződés (a később kialakult közhiedelemmel ellentétben) nem tartalmazott titkos katonai záradékot, de a szerződés szövegének lakonikusan fogalmazott 5. cikkelye világosan utal a két fél között már korábban megkezdődött, titokban tartott katonai együttműködés módjára: „A német kormány kész arra, hogy támogassa a nemrégen a tudomására hozott, magáncégek által a Szovjetunióban tervezett együttműködéseket.”

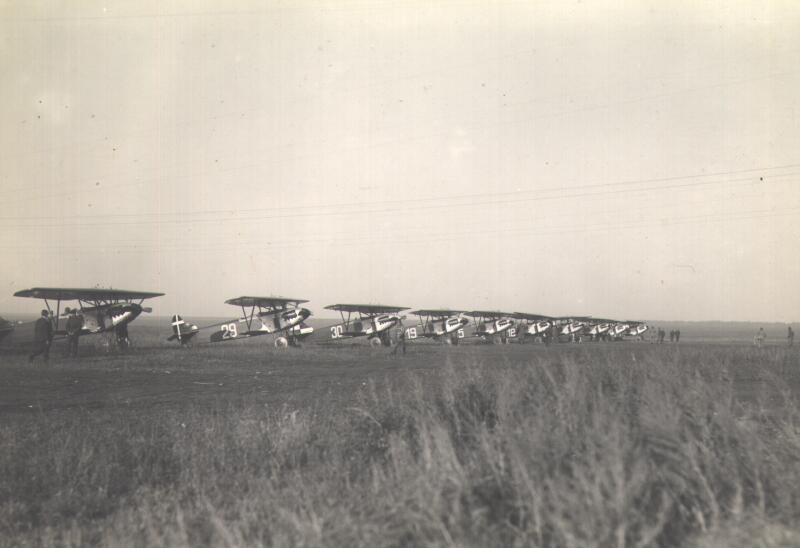
Német Fokker D.XIII gépek a lipecki légibázison

A német fegyveres erők fejlesztését csak titokban, a versailles-i békeszerződés tilalma ellenében lehetett végezni. A német fegyvergyártó cégek a szovjet állam területén építettek katonai célú létesítményeket, ahol a békeszerződés által tiltott fegyvernemeket, technológiákat fejleszthettek. Az itt végzett katonai kiképzés költségeit a német kormány a honvédelmi minisztérium (Reichswehrministerium) titkos költségvetéséből fizette. Moszkvában repülőgépgyár, Volszk város közelében („Tomka” fedőnév alatt) harcigáz-gyakorlótér, Kazanyban harckocsizó kiképzőközpont épült. A Reichswehr fejleszthette a tiltott fegyverzetet, Szovjet-Oroszország (később a Szovjetunió) pedig modern katonai technológiákhoz fért hozzá.
A kooperáció döntő jelentőségű volt az új német légierő építésében, mert e fegyvernemet a versailles-i szerződés külön kiemelten teljesen megtiltotta. 1925-ben a dél-oroszországi Lipeck város mellett titkos repülőtér és harcipilóta-képző központ épült – hivatalosan a Vörös Hadsereg 40. repülőszázada részére. Itt német harcirepülőgép-konstrukciókat teszteltek, valamint német és szovjet harci pilóták százait képeztek ki. 1933-ig működött.

## Fogadtatás, következmények
Németországban általában üdvözölték az egyezményt, mert exportlehetőségeket és a munkanélküliség csökkentését látták benne. De pl. Friedrich Ebert birodalmi elnök és a szociáldemokrata pártvezetés tagjai megütköztek, mert Rathenau külügyminiszter korábban elhárította a hasonló szovjet-orosz kezdeményezéseket.
A nacionalista Német Kommunista Párt (KPD) és „nemzeti bolsevisták”, így a Kommunista Munkáspárt (KAPD) üdvözölték a szovjet államhoz való közeledést, annak nyugat-ellenessége miatt. A Német Nemzeti Néppárt (DNVP) és a szélsőjobboldali tábor viszont elutasította a bolsevik rendszerrel való együttműködést. A lépésért Rathenau külügyminisztert hibáztatták, akit zsidó származása miatt is gyűlöltek. Két hónappal az egyezmény aláírása után, 1922. június 24-én Rathenaut a szélsőjobboldali Consul szervezet tagjai meggyilkolták.
Az antant-hatalmak, elsősorban Franciaország élesen elítélték az egyezményt, amely a két kirekesztett állam, Németország és Szovjet-Oroszország erősödését hozhatta. Nyugtalanságot váltott ki, hogy Németország csökkenti a nyugat-európai győztes államoktól való gazdasági függését. Féltek, hogy Németország és a szovjet állam a versailles-i békeszerződés által létrehozott Lengyelország újabb felosztására készül. A feltételezés nem volt teljesen alaptalan, a Hans von Seeckt tábornok vezette Reichswehr valóban a keleti határok revízióját tervezte. Két nappal az aláírás után az antant-hatalmak diplomáciai úton tiltakoztak a rapallói egyezmény ellen, eredménytelenül. Megtorlásul Franciaország és Belgium csapatai 1923 januárjában megkezdték a német Ruhr-vidék katonai megszállását.

## Közvetlenül kapcsolódó szerződések
1922. november 5-én külön szerződéssel kiterjesztették a rapallói egyezmény hatályát az Ukrán Szovjet Szocialista Köztársaságra és a többi szovjet társköztársaságra is.
1922. december 30-án az Oroszországi Szovjet Föderatív Szocialista Köztársaság (röviden Szovjet-Oroszország), továbbá az Ukrán, a Belorusz és a Transz-kaukázusi Szovjet Föderatív Szocialista Köztársaságok megalakították a Szovjet Szocialista Köztársaságok Szövetségét, röviden a Szovjetuniót. 1923. július 6-án közzétették az új alkotmányt, és a Szovjetunió kormánya átvette minden szovjet tagköztársaság külügyi kapcsolatainak a képviseletét. (Az 1922-es rapallói egyezményt formálisan Szovjet-Oroszország kormánya írta alá hét másik szovjet köztársaság nevében is, eseti meghatalmazásukkal.)
A rapallói egyezményt megerősítő (ratifikációs) okmányokat Berlinben cserélték ki 1923. január 31-én.
Az 1920-as években a Német Birodalom további államközi szerződéseket kötött, melyek a rapallói egyezményre épültek, vagy annak ellenhatásaként jöhettek létre:  
- az 1925-ös moszkvai német–szovjet kereskedelmi szerződést(wd), mely széleskörűen alkalmazta a legnagyobb kedvezmény elvét, annak ellenére, hogy ez sértette a versailles-i békeszerződés vonatkozó rendelkezését;
- az 1925-ös locarnói egyezményeket, melyekben az antant-hatalmak nyomására a Német Birodalom véglegesnek és sérthetetlenek ismerte el a versailles-i békeszerződés által meghúzott államhatárait;
- az 1926-os berlini német–szovjet semlegességi és barátsági szerződést(wd).

## A „Rapallo-komplexus”
A második világháború utáni európai politikai gondolkodásban máig él a „Rapallo-komplexus” kifejezés. Azt a reflexes bizalmatlanságot jelölik így, ami az atlantista politikusokat eltölti, amikor a német politika Oroszország felé közeledik. A rapallói német–orosz (szovjet) kiegyezés megismétlődésétől való félelem kapott nyilvánosságot pl. 1955-ben, Konrad Adenauer kancellár moszkvai utazásakor, az 1970-es években, Willy Brandt keleti politikájával („Ostpolitik”) kapcsolatban, az 1980-as évek végén, a német újraegyesítéssel szemben, sőt amerikai politikusok a 2003-as iraki háború európai ellenzéséért is a „Párizs–Berlin–Moszkva-tengelyt” okolták.
A „Rapallo-trauma” vagy „Rapallo-mítosz” jelenségét a politikai sajtó és irodalom a mai napig vissza-visszatérően felveti és részletesen tárgyalja.

## Az egyezmény aláírásának helyszíne

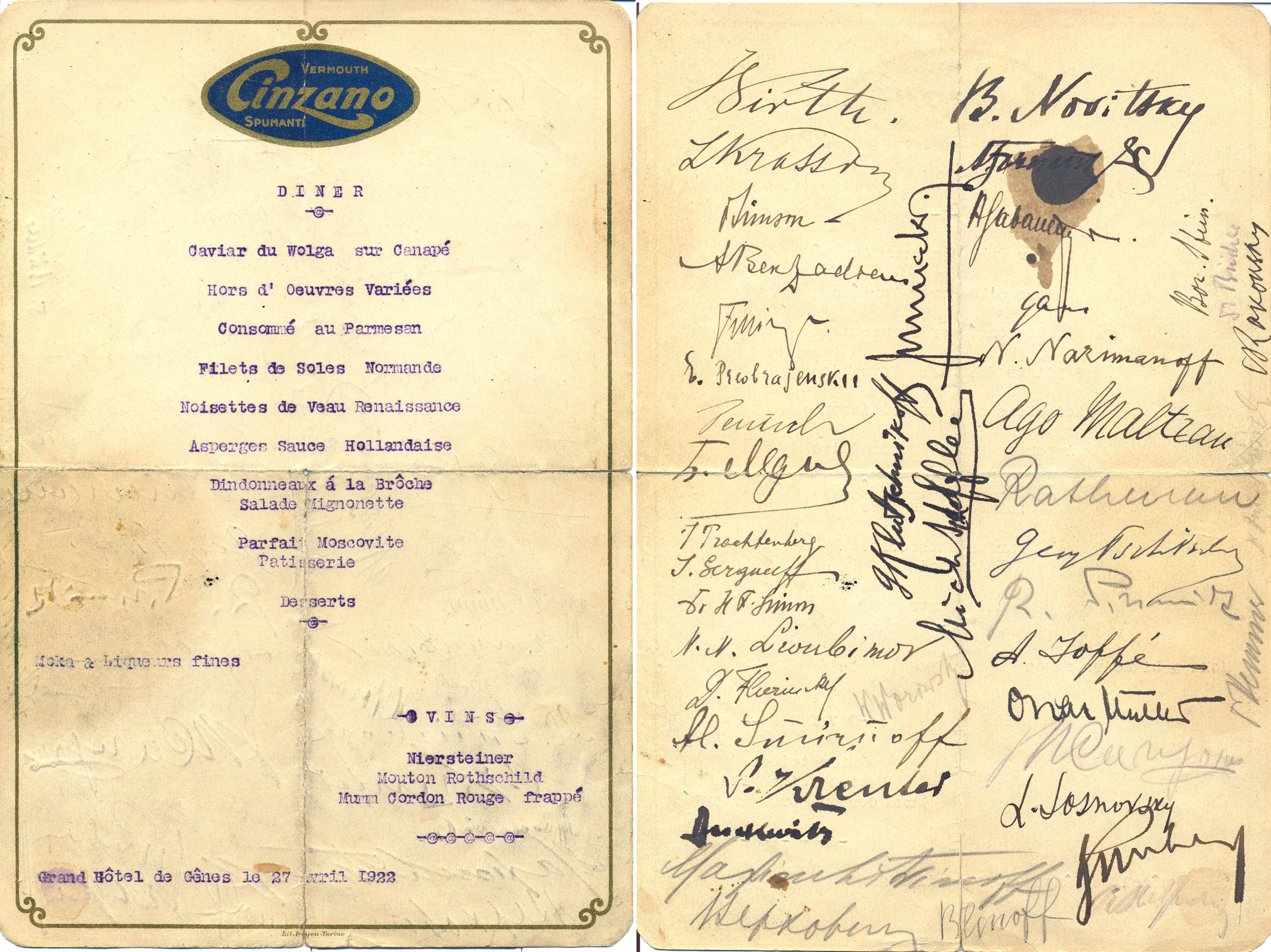
A rapallói konferencia étlapja, a résztvevők aláírásaival

Az aláírás helyszíne, a Portofinói-öbölben fekvő Imperiale Palace Hotel 1922-ben Rapallo városhoz tartozott. A környéket 1928-ban királyi rendelettel a szomszédos Santa Margherita Ligure fürdőhelyhez csatolták át. Ma is e város területén található.
Az aláírás színhelyét, az Imperiale Palace Hotel Ovális termét a szálloda vezetősége megtartotta a korabeli elrendezésében, eredeti bútorokkal, a falon az egyezmény fotokópiájával. A helyiséget a vendégek megtekinthetik. Egy korabeli étlapon a delegációk tagjainak aláírásai sorakoznak; ennek érdekessége a szovjet küldöttek saját kezű, de latin betűs aláírása. A szerződés (olaszul: trattato) emlékére a szálloda kávéháza a Caffè del Trattato nevet viseli.